# Wątok (Ubieszyn)
Wątok – część wsi Ubieszyn w Polsce położona w województwie podkarpackim, w powiecie przeworskim, w gminie Tryńcza, w sołectwie Ubieszyn.
W latach 1975–1998 miejscowość położona była w województwie przemyskim.
Wątok jest położony na północnej części Ubieszyna, w bliskiej odległości od Sanu i Głogowca i obejmuje 12 domów.